# كريت دي ميدي
كريت دي ميدي (بالإنجليزية: Crêt du Midi)‏ هو أحد جبال سلسلة جبال الألب بينيني وجزء من القمة الأم يقع في كانتون فاليز، سويسرا. يبلغ ارتفاع الجبل حوالي 2332 متر، بينما يبلغ ارتفاع نتوء الجبل 33 متر.